# São José do Albertópolis
São José do Albertópolis (também conhecido como Guaritá) é um bairro rural (área urbana isolada) do município brasileiro de Guaíra, que integra a Aglomeração Urbana de Franca, no interior do estado de São Paulo.

## História

### Formação administrativa
- Decreto nº 22.521-A de 24/07/1953 - Cria a 2.ª subdelegacia de polícia na localidade conhecida pela denominação de São José de Guaritá, no distrito e município de Guaíra[3].

## Geografia

### Demografia

#### População urbana
| Crescimento população urbana | Crescimento população urbana | Crescimento população urbana | Crescimento população urbana |
| Censo                        | Pop.                         |                              | %±                           |
| ---------------------------- | ---------------------------- | ---------------------------- | ---------------------------- |
| 2000                         | 322                          |                              | —                            |
| 2010                         | 240                          |                              | −25,5%                       |
| Fonte: IBGE e Fundação SEADE |                              |                              |                              |

Até o Censo 2010 (IBGE) São José do Albertópolis era classificado pelo IBGE como área urbana isolada.

### Rodovias
O principal acesso à São José do Albertópolis é a estrada vicinal que liga o bairro à cidade de Guaíra.

### Hidrografia
- Rio Grande

## Serviços públicos

### Saneamento
O serviço de abastecimento de água é feito pelo Departamento de Esgoto e Água de Guaíra (DEAGUA). 

### Energia
A responsável pelo abastecimento de energia elétrica é a CPFL Paulista, distribuidora do grupo CPFL Energia.

## Cultura

### Festas
- Festa do Peão do Guaritá: a festa agita o bairro rural de São José do Albertópolis. Realizada na arena do bairro rural, conta com rodeio e montaria em touros, atraindo os amantes da adrenalina e da cultura caipira[9].

## Religião

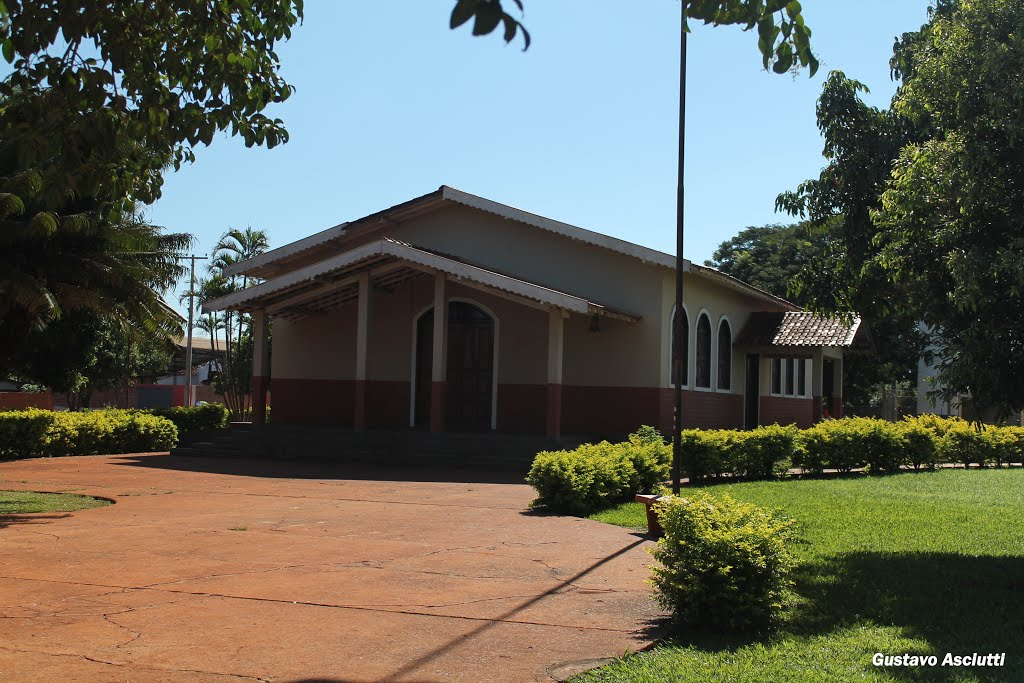
Igreja.

O Cristianismo se faz presente no bairro da seguinte forma:

### Igreja Católica
- A igreja faz parte da Diocese de Barretos[11].

### Igrejas Evangélicas
- Congregação Cristã no Brasil[12].